# Mtwango
Mtwango è una circoscrizione mista (mixed ward) della Tanzania situata nel distretto di Mufindi, regione di Iringa. Conta una popolazione di 17 073 abitanti (censimento 2012).